# Baltringer Haufen

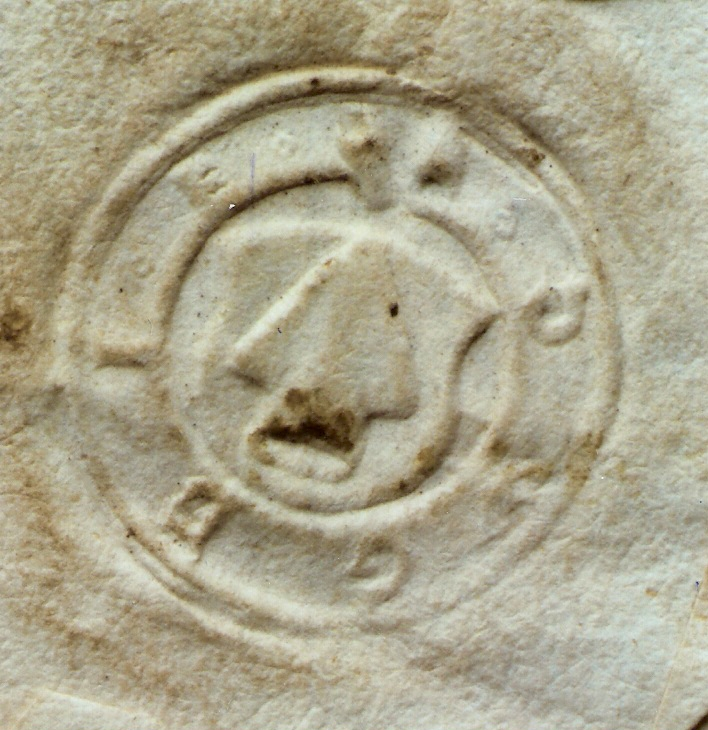
Siegel des Baltringer Haufens: Eine Pflugschar mit den Initialen DWGBIE = Das Wort Gottes bleibt in Ewigkeit (Jesaja 40,8b)

Der Baltringer Haufen war ein Zusammenschluss von Bauern und Handwerkern im deutschen Bauernkrieg von 1524/25. Auf seine Initiative wurde gemeinsam mit dem Seehaufen und dem Allgäuer Haufen die Christliche Vereinigung gegründet. Mit Haufen oder Haufe wurde in der frühen Neuzeit eine schwach organisierte militärische Truppe bezeichnet. Baltringen liegt etwa 20 Kilometer südlich von Ulm im Landkreis Biberach in Oberschwaben.

## Entstehung des Baltringer Haufens
Nach Darstellung einer Zeitzeugin saßen an Heiligabend des Jahres 1524 erstmals Bauern in einem Wirtshaus in Baltringen beisammen und berieten, „wie sie ire Sachen wellent anfahen“. Von da an kam es regelmäßig zu Treffen. Während sich in anderen Regionen die Bauern bei Jahrmärkten sammelten und besprachen, war es in Baltringen die Fasnacht, die konspirativen Treffen dienlich war: Die Bauern seien, heißt es in einer Quelle, von einem Dorf zum anderen gezogen, sie hätten in geselliger Runde miteinander gegessen und getrunken. Immer donnerstags trafen sich die Bauern im Baltringer Ried, nach einer Quelle bis zu 30.000 Personen. Zu ihrem Sprecher wählten sie Ulrich Schmied, von Beruf Schmied aus Sulmingen stammend. Als „ein frommer, gutherziger, redekundiger, weiser Mann“ wird er von einer Zeitgenossin beschrieben.

## Die Forderungen der Bauern

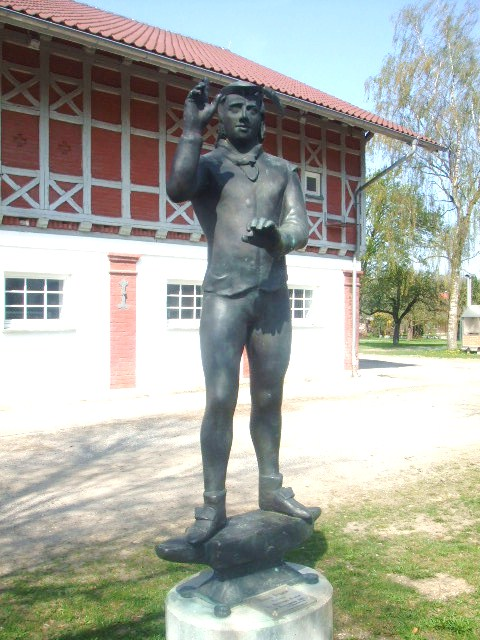
Denkmal für Ulrich Schmid in Sulmingen, Gemeinde Maselheim

Die Zusammenkünfte der Bauern haben sich rasch bei der Obrigkeit herumgesprochen, und Vertreter des Schwäbischen Bundes nahmen Kontakt mit dem Baltringer Haufen auf. Im Schwäbischen Bund waren die geistlichen und weltlichen Fürsten, Adeligen und Reichsstädte zusammengeschlossen. Während die Vertreter der Reichsstädte für Verhandlungen eintraten und zu vermitteln suchten, plädierten die Fürsten für eine Strategie der Gewalt. Verhandlungspartner des Baltringer Haufens war – als Städtehauptmann des Schwäbischen Bundes – der Ulmer Bürgermeister Matthäus Neidhart. Er forderte die im Baltringer Ried versammelten Bauern auf, ihre Beschwerden niederzuschreiben. Mitte Februar 1525 übergaben die Bauern mehr als 300 Beschwerdeschriften, jede steht für ein Dorf.
Die Baltringer beklagten in ihrer Beschwerdeschrift an erster Stelle die Leibeigenschaft. Es folgte die Bitte um Minderung von Zins und Gült, dann um Abschaffung der Abgaben bei Hofübergabe. Des Weiteren hofften sie, künftig nicht mehr mit Frondiensten belastet zu werden, sowie das Holz aus den Wäldern für ihre Zwecke nutzen zu können. Den Kleinzehnten lehnten die Bauern ab, sie erklärten sich hingegen dazu bereit, den Großzehnten für den Unterhalt des Pfarrers zu geben. Schließlich begehrten sie mehr Rechtssicherheit im Alltag.
Um die Forderungen zu rechtfertigen, beriefen sich die Bauern auf das göttliche Recht. Mit dem göttlichen Recht bot sich eine völlig neue Rechtsnorm an: Die politische Ordnung muss sich am göttlichen Willen, der in der Heiligen Schrift offenbart ist, messen lassen. Damit ist das alte Recht in Frage gestellt. Ulrich Schmid lehnte konsequent den Rechtsweg über das Reichskammergericht zur Klärung der Streitfragen ab.

## Verhandlungen mit dem Schwäbischen Bund
Der Sprecher der Baltringer schlug vor, gelehrte Männer sollten aus ihrer Bibelkenntnis heraus entscheiden, was göttliches Recht sei. „Das gaben die Vertreter der Herren bereitwillig zu“, heißt es im Quellentext über die Reaktion des Schwäbischen Bundes, sie wollten selber zu Gott beten, damit die Wahl dieser gelehrten Männer gelinge. In dieser Sache, hoffte Ulrich Schmid, werde ihm in Memmingen geholfen, und er begab sich in die 40 Kilometer von Baltringen entfernte Stadt. An die Seite von Ulrich Schmid trat eine weitere Person, die die Rolle des Schreibers des Baltringer Haufens übernahm: der Kürschnergeselle Sebastian Lotzer.

## Bildung der Christlichen Vereinigung
Auf Initiative von Lotzer und Schmid kamen Vertreter des Allgäuer und des (Boden-)Seehaufens, die sich in der Zwischenzeit gebildet hatten, nach Memmingen. Der Zusammenschluss der oberschwäbischen Bauernhaufen bezeichnete sich als Christliche Vereinigung. Die Gründung wurde dem Schwäbischen Bund in einem höflichen Schreiben mitgeteilt, in dem die im Bündnis Vereinigten versicherten, dass sie keine Gewalt anwenden wollten und den Bund baten, ebenfalls keine Gewalt zu gebrauchen.
Vermutlich unter Mitwirkung des Memminger Predigers Christoph Schappeler erarbeiteten sie aus den Baltringer Beschwerdeschriften die bekannteste Schrift des Bauernkriegs, die Zwölf Artikel. In ihnen wurde das Göttliche Recht mit den Forderungen verwoben. Aus der Feder des Schreibers des Baltringer Haufens entstammt auch die Bundesordnung (7. März), der Verfassungsentwurf der Christlichen Vereinigung. Der Bundesordnung ist eine Liste mit den Namen der Männer angeschlossen, die entscheiden sollten, was göttliches Recht sei. In diese Liste wurden die bekanntesten Reformatoren wie Luther, Melanchthon oder Zwingli aufgenommen, vom Schwäbischen Bund jedoch abgelehnt. Die Auseinandersetzung um diese Richterliste scheint der einzige Verhandlungsgegenstand zwischen den Vertretern der Bauern und des Schwäbischen Bundes gewesen zu sein. Nach Ablehnung der dritten Richterliste machten die Bürgermeister der freien Reichsstädte Ravensburg und Kempten einen Vermittlungsvorschlag: Obrigkeit und Untertanen eines jeden Haufens sollten jeweils zwei Schlichter und einen gemeinsamen Obmann benennen, dieses Gremium sollte ein verbindliches Urteil sprechen. Dies muss als Versuch gewertet werden, die Bauern von ihrer bisherigen Position der Orientierung am Göttlichen Recht abzubringen. Die Basis lehnte diesen Vorschlag als nicht annehmbar ab.

## Der Schwäbische Bund marschiert

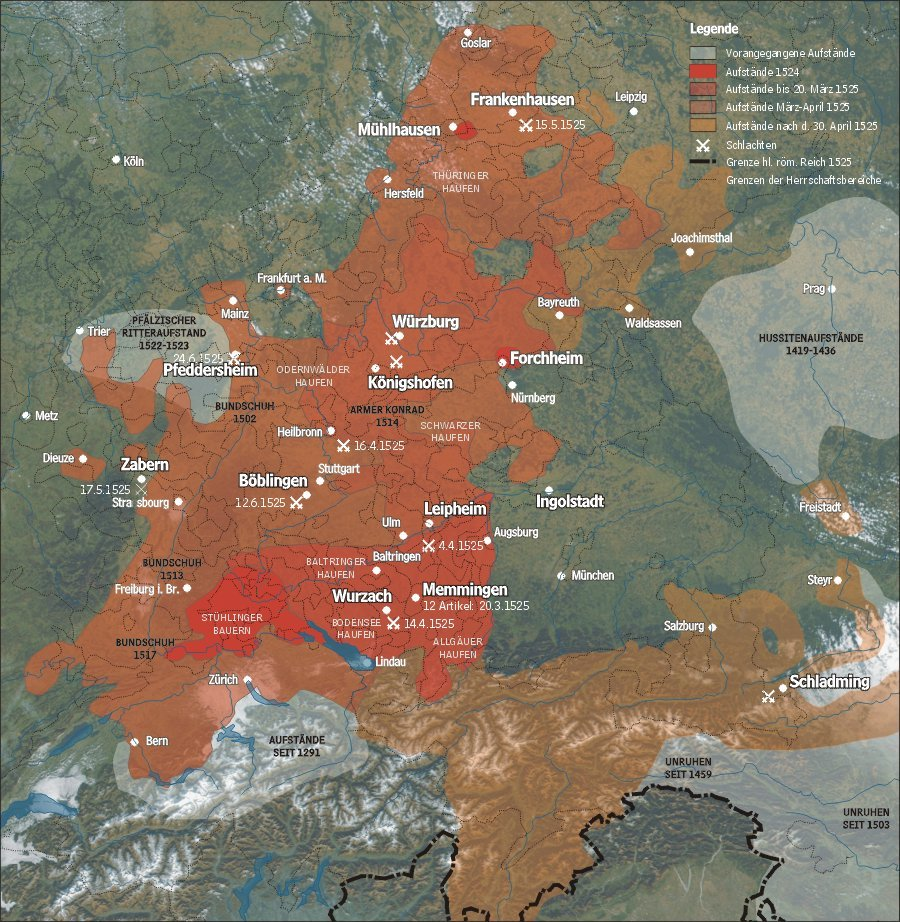
Deutscher Bauernkrieg 1523–1525

Ende März 1525 beendete der Schwäbische Bund seinen Kriegszug gegen Herzog Ulrich von Württemberg. Danach trafen die ersten Reiter in Oberschwaben ein. Drei Tage nachdem die Soldaten erschienen, beklagten sich die Baltringer bereits in einem Schreiben (25. März), weil es Überfälle durch Truppen des Schwäbischen Bundes auf Dörfer gegeben habe. Sie betonten nochmals, sie wollten nichts anderes als das Göttliche Recht.
Am 26. März stürmten die Bauern das Schloss des Salemer Abtes im nahe gelegenen Schemmerberg. In den Tagen darauf wurde Schloss Laupheim geplündert und die Klöster Ochsenhausen, Marchtal, Wiblingen, Heggbach und Gutenzell zum Anschluss genötigt. Gleichzeitig setzten seitens der oberschwäbischen Reichsstädte, voran Memmingen, hektische diplomatische Bemühungen ein, die militärische Konfrontation zu vermeiden. Mehrere Versammlungen der Städtevertreter fanden in Memmingen statt. Sie appellierten in eindringlichen Schreiben sowohl an den Schwäbischen Bund als auch an den Baltringer Haufen, von Tätlichkeiten abzusehen. Die Antwort des Schwäbischen Bundes: Er habe mit dem Kampf bereits begonnen, nachdem die Bauern den Waffenstillstand gebrochen hätten. Die militärisch und zahlenmäßig unterlegenen Bauern aus dem Leipheimer Raum wurden niedergemetzelt, ohne dass es eigentliche Kampfhandlungen gab. Noch vor dem Eintreffen der Truppen in Baltringen sandten die hiesigen Bauern ein Kapitulations-Schreiben an den Bund.

## Das Ende des Baltringer Haufens
Mit dem Beginn der Kampfhandlungen der Truppen des Schwäbischen Bundes unter dem Kommando von Georg III. Truchsess von Waldburg-Zeil zersplitterte sich der Baltringer Haufen und löste sich schließlich auf. Einen Kampf gegen den Seehaufen wagte der Truchsess nicht, und es kam zum Weingartener Vertrag mit dem Allgäuer- und Seehaufen. Eine nachträgliche Übernahme des Weingartener Vertrags auch für den Baltringer Haufen lehnte der Schwäbische Bund ab.
Nach der militärischen Niederlage mussten die Bauern erneut den Treueeid schwören und eine Welle von Schadensersatzforderungen kam auf sie zu. Besonders hart wurden die Baltringer Bauern bestraft. Zwar wurde das Dorf nicht, wie vom Schwäbischen Bund befohlen, niedergebrannt. Doch mussten sie das Doppelte an Strafgeld bezahlen. Ulrich Schmid, Sebastian Lotzer und Christoph Schappeler konnten ihr Leben durch die Flucht in die Schweiz retten.
Spuren hat der Aufstand der Bauern trotz der militärischen Niederlage hinterlassen. Die Obrigkeit hatte Angst vor einem neuen Aufstand. Es ist nachgewiesen, dass sich aufgrund des Weingartener Vertrages die rechtliche und wirtschaftliche Lage der Bauern verbesserte. Vor allem besserten sich die Bedingungen der Leibeigenschaft, sie wurde schrittweise abgebaut.

## Bewertung
Der Baltringer Haufen hat den Bauernkrieg in Oberschwaben und darüber hinaus wesentlich beeinflusst. Er konnte sich mit seiner Forderung der Gewaltlosigkeit und der Orientierung am Göttlichen Recht gegenüber den verbündeten Haufen durchsetzen. Die Baltringer regten den Zusammenschluss mit dem Allgäuer- und Bodenseehaufen zur Christlichen Vereinigung an. Die Zwölf Artikel und die Bundesordnung lassen die Handschrift der Baltringer erkennen. Die Zwölf Artikel sind in 25 Auflagen erschienen, sie wurden zur wichtigsten Programmschrift des Bauernkrieges in Deutschland. Zum Ausdruck kommt in beiden Texten wie in der Landesordnung der Wille nach einer revolutionären Umgestaltung und dem Ende des Feudalsystems. Die Bauern forderten unter Berufung auf Gottes Wort die Freiheit, entwarfen in der Bundesordnung eine eigene Verfassung und wählten ihre Vertreter demokratisch: Erste Gehversuche in Richtung Menschenrechte und republikanischen Staat. Als Muster diente wohl die schweizerische Eidgenossenschaft.
Gescheitert ist die Revolution durch die militärische Niederlage. Das Beistandsbündnis des Baltringer-, Allgäuer- und Bodenseehaufens hat im Moment des Erscheinens der Truppen des Schwäbischen Bundes nicht funktioniert. Der Baltringer Haufen setzte bis zum Eintreffen der Truppen auf Gewaltlosigkeit, er war auf einen militärischen Konflikt nicht vorbereitet.

## Erinnerungskultur
Das 1984 eröffnete Bauernkriegsmuseum in Baltringen, Gemeinde Mietingen,  befasst sich mit dem Baltringer Haufen als der „frühesten demokratisch-republikanischen Bewegung in Deutschland“ und trägt seit 2000 den Namen Erinnerungsstätte Baltringer Haufen – Bauernkrieg in Oberschwaben.
In Sulmingen, Gemeinde Maselheim,  wurde Ulrich Schmied ein Denkmal errichtet.
Am 15. März 2025 wurde in Baltringen, Gemeinde Mietingen, die von dem Bildhauer Gerold Jäggle geschaffene Bronzeskulptur „Oberschwaben erhebt sich“ zur Erinnerung an den Baltringer Haufen errichtet.